# Konstantinos Komninos-Miliotis
Konstantinos Komninos-Miliotis (1874 - fecha de muerte desconocida) fue un esgrimista griego, que compitió en los Juegos Olímpicos de Atenas 1896.
Vouros compitió en el evento amateur de florete. fue tercero después de obtener una victoria sobre su compatriota Georgios Balakakis, y caer derrotado en los dos restantes enfrentamientos, ante el francés Eugène-Henri Gravelotte, y el griego Athanasios Vouros.